# Stephen Lang
Stephen Lang (New York, 11 luglio 1952) è un attore statunitense.

## Biografia
Nato a New York, figlio di Eugene Lang, un noto uomo d'affari e filantropo, e di Teresa Volmer, ha origini irlandesi da parte di madre e ebree da parte di padre. Dopo aver effettuato gli studi nel Queens, si muove verso la Pennsylvania dove studia teatro al Swarthmore College, diplomandosi nel 1973. Tra i primi lavori di Lang come attore, vi furono Due volte nella vita (1985) e Morte di un commesso viaggiatore (1985), quest'ultimo tratto dall'omonimo dramma teatrale di Arthur Miller in cui impersonava il figlio del personaggio interpretato da Dustin Hoffman. Successivamente recita ne I 5 della squadra d'assalto (1986) e Manhunter - Frammenti di un omicidio (1986), primo film su Hannibal Lecter in cui interpreta il reporter Freddy Lounds. Dal 1986 al 1988 è stato impegnato nella serie televisiva Crime Story, dove interpretava l'avvocato David Abrams.
Nel 1992 lavora in teatro e si guadagna una nomination al Tony Award per la sua interpretazione di un senzatetto in The Speed of Darkness. Sempre a teatro interpreta il colonnello Nathan Jessup in A Few Good Men di Aaron Sorkin, ruolo reso celebre da Jack Nicholson dal film Codice d'onore (1992). Lang ha vinto diversi premi teatrali, tra cui un Drama Desk Award. Nel 1993 ha interpretato il Generale George E. Pickett in Gettysburg ed è stato il cattivo Ike Clanton in Tombstone, cui sono seguite diverse apparizioni televisive, tra cui la serie Il fuggitivo, e molti film considerati di cassetta, fino al 2003 quando interpreta Thomas "Stonewall" Jackson in Gods and Generals.
Recita a teatro in Finishing the Picture, ultima opera dell'amico Arthur Miller, morto nel 2005, successivamente lavora in Defiance di John Patrick Shanley e in svariate produzioni off-Broadway, ottenendo candidature al Drama Desk Award e al Lucille Lortel Award per la sua interpretazione in Beyond Glory. Nel 2009 recita in tre pellicole di successo, Nemico pubblico - Public Enemies di Michael Mann, L'uomo che fissa le capre di Grant Heslov e Avatar di James Cameron. Nel 2014 prende parte al film A Good Marriage. Nel 2016 interpreta l'antagonista principale nel film Man in the Dark, pellicola il cui successo è tale da portare a un sequel in cui il personaggio di Lang assume il ruolo di protagonista. Nel 2022 riprende il ruolo del colonnello Miles Quaritch nel sequel Avatar - La via dell'acqua.

## Filmografia

### Cinema
- Due volte nella vita (Twice in a Lifetime), regia di Bud Yorkin (1985)
- I 5 della squadra d'assalto (Band of the Hand), regia di Paul Michael Glaser (1986)
- Manhunter - Frammenti di un omicidio (Manhunter), regia di Michael Mann (1986)
- Ultima fermata Brooklyn (Last Exit to Brooklyn), regia di Uli Edel (1989)
- Insieme per forza (The Hard Way), regia di John Badham (1991)
- Non dirmelo... non ci credo (Another You), regia di Maurice Phillips (1991)
- Per legittima accusa (Guilty as Sin), regia di Sidney Lumet (1993)
- Gettysburg, regia di Ronald F. Maxwell (1993)
- Tombstone, regia di George Pan Cosmatos (1993)
- Pecos Bill - Una leggenda per amico (Tall Tale), regia di Jeremiah S. Chechik (1995)
- Il piccolo panda (The Amazing Panda Adventure), regia di Christopher Cain (1995)
- Shadow Program - Programma segreto (Shadow Conspiracy), regia di George Pan Cosmatos (1997)
- Niagara, Niagara, regia di Bob Gosse (1997)
- Fire Down Below - L'inferno sepolto (Fire Down Below), regia di Félix Enríquez Alcalá (1997)
- D-Tox, regia di Jim Gillespie (2002)
- Gods and Generals, regia di Ronald F. Maxwell (2003)
- Save Me - Salvami (Save Me), regia di Robert Cary (2007)
- Nemico pubblico - Public Enemies (Public Enemies), regia di Michael Mann (2009)
- L'uomo che fissa le capre (The Men Who Stare at Goats), regia di Grant Heslov (2009)
- Avatar, regia di James Cameron (2009)
- Conan the Barbarian, regia di Marcus Nispel (2011)
- Un giorno questo dolore ti sarà utile, regia di Roberto Faenza (2011)
- Jarhead 2: Field of Fire, regia di Don Michael Paul (2014)
- The Gambling - Gioco pericoloso (Gutshot Straight), regia di Justin Steele (2014)
- A Good Marriage, regia di Peter Askin (2014)
- Man in the Dark (Don't Breathe), regia di Fede Álvarez (2016)
- Operazione Valchiria 2 - L'alba del Quarto Reich (Beyond Valkyrie: Dawn of the 4th Reich), regia di Claudio Fäh (2016)
- Hostiles - Ostili (Hostiles), regia di Scott Cooper (2017)
- Macchine mortali (Mortal Engines), regia di Christian Rivers (2018)
- Braven - Il coraggioso (Braven), regia di Lin Oeding (2018)
- L'uomo nel buio - Man in the Dark (Don't Breathe 2), regia di Rodo Sayagues (2021)
- The Lost City, regia di Aaron e Adam Nee (2022)
- Old Man, regia di Lucky McKee (2022)
- My Love Affair With Marriage, regia di Signe Baumane (2022)
- The Independent - Complotto per la Casa Bianca (The Independent), regia di Amy Rice (2022)
- Avatar - La via dell'acqua (Avatar: The Way of Water), regia di James Cameron (2022)
- Avatar - Fuoco e cenere (Avatar: Fire and Ash), regia di James Cameron (2025)

### Televisione
- Morte di un commesso viaggiatore (Death of a Salesman), regia di Volker Schlöndorff – film TV (1985)
- Crime Story - Le strade della violenza (Crime Story), regia di Abel Ferrara – film TV (1986)
- Crime Story – serie TV, 27 episodi (1986-1988)
- Il fuggitivo (The Fugitive) – serie TV, 12 episodi (2000-2001)
- Law & Order - I due volti della giustizia (Law & Order) – serie TV, 1 episodio (2005)
- Law & Order: Criminal Intent – serie TV, episodio 8x16 (2009)
- Psych – serie TV, episodio 5x04 (2009-2010)
- Terra Nova – serie TV, 13 episodi (2011)
- In Plain Sight - Protezione testimoni (In Plain Sight) – serie TV, 3 episodi (2012)
- Salem – serie TV, 10 episodi (2014-2017)
- Into the Badlands – serie TV, 10 episodi (2015-2017)
- The Rookie – serie TV, episodio 1x19 (2019 - capo della polizia)
- Calls – serie TV, 1 episodio (2021)
- The Good Fight – serie TV, 7 episodi (2021)
- Law & Order: Organized Crime – serie TV, episodi 4x09-4x10-4x11 (2024)

## Doppiatori italiani
Nelle versioni in italiano delle opere in cui ha recitato, Stephen Lang è stato doppiato da:
- Luca Biagini in Law & Order - I due volti della giustizia, Avatar, Conan the Barbarian, Un giorno questo dolore ti sarà utile, Terra Nova, Salem, Into the Badlands, Braven - Il coraggioso, Il settimo giorno, Avatar - La via dell'acqua, VFW - veterani di guerra, K9 - Squadra Antidroga
- Paolo Buglioni in Ultima fermata Brooklyn, Jarhead 2: Field of Fire
- Sergio Di Giulio in Manhunter - Frammenti di un omicidio, Psych
- Ennio Coltorti in Man in the Dark, L'uomo nel buio - Man in the Dark
- Carlo Valli in Pecos Bill - Una leggenda per amico, The Good Fight
- Pierluigi Astore in The Gambling - Gioco pericoloso, Pawn
- Roberto Chevalier in Morte di un commesso viaggiatore
- Nino Prester in Nemico pubblico - Public Enemies
- Gerolamo Alchieri ne L'uomo che fissa le capre
- Francesco Pannofino in Fire Down Below - L'Inferno sepolto
- Alessandro Rossi in Per legittima accusa
- Natale Ciravolo ne Il piccolo panda
- Renato Cortesi in Crime Story
- Antonio Sanna Oltre i limiti
- Sandro Iovino in Insieme per forza
- Sergio Di Stefano in Non dirmelo... non ci credo
- Sandro Sardone in Tombstone
- Romano Ghini in Una maledetta occasione
- Danilo Di Martino in D-Tox
- Gino La Monica in Gridlocked
- Stefano De Sando in Law & Order - Unità vittime speciali
- Massimo Corvo in In Plain Sight - Protezione testimoni
- Massimiliano Lotti in Law & Order: Criminal Intent
- Dario Penne in A Good Marriage
- Roberto Draghetti in In the Blood
- Sergio Romanò in The I Inside
- Paolo Marchese in Officer Down - Un passato sepolto
- Ugo Maria Morosi in Hostiles - Ostili
- Edoardo Siravo in Macchine mortali
- Gianni Giuliano in The Lost City
- Ambrogio Colombo in Old Man
- Pasquale Anselmo in Law & Order: Organized Crime
- Alberto Angrisano in Crime Story - Le strade della violenza (ridoppiaggio)